# Distrikt Moquegua

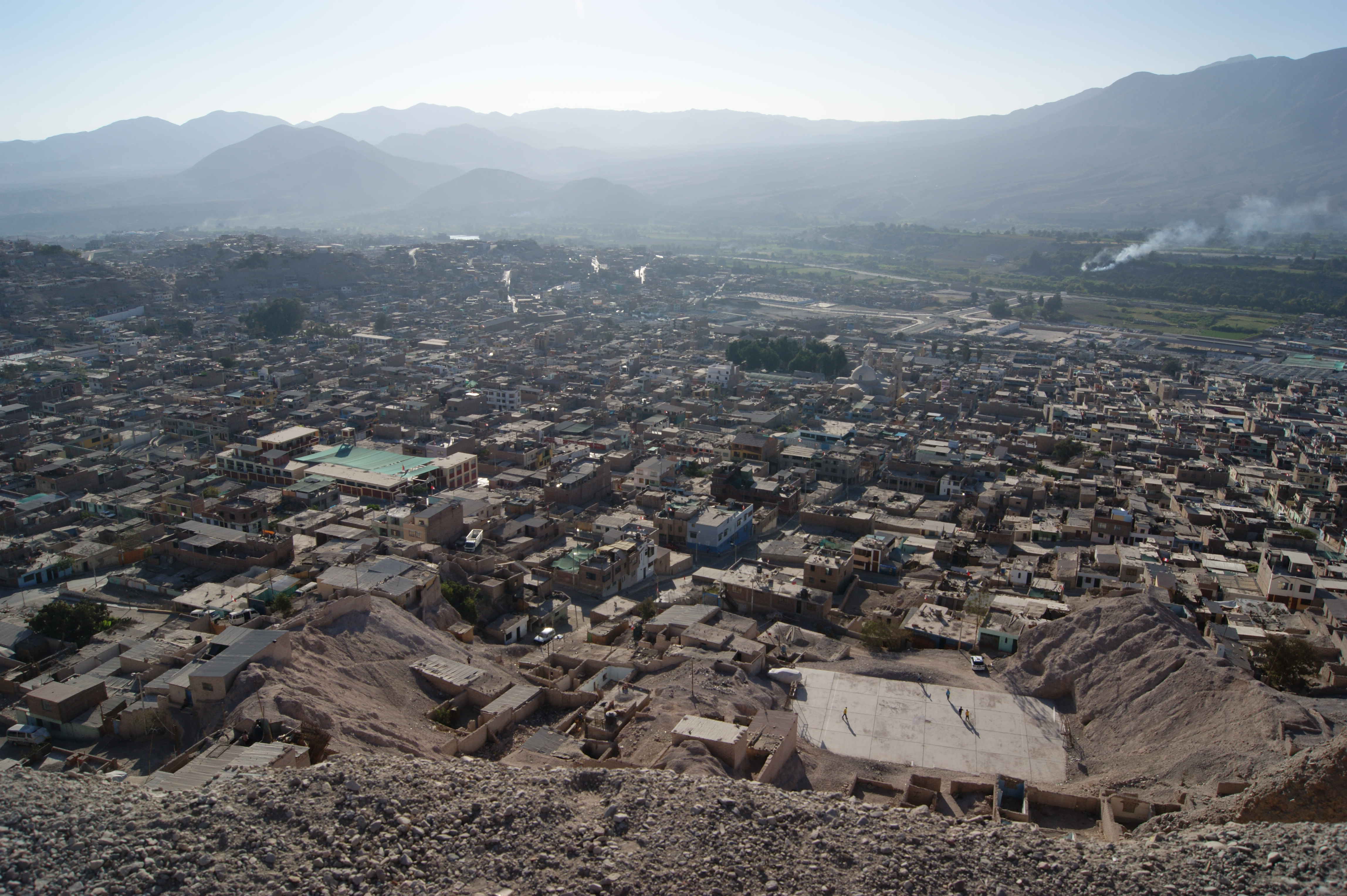
Blick über die Stadt Moquegua

Der Distrikt Moquegua liegt in der Provinz Mariscal Nieto der Region Moquegua im Südwesten von Peru. Der Distrikt hat eine Fläche von 3949,04 km². Beim Zensus 2017 lebten 65.808 Einwohner im Distrikt. Im Jahr 1993 lag die Einwohnerzahl bei 35.677, im Jahr 2007 bei 49.419. Sitz der Distrikt-, Provinz- und Regionsverwaltung ist die 1410 m hoch gelegene Stadt Moquegua mit 37.518 Einwohnern (Stand 2017). Am südwestlichen Stadtrand von Moquegua gibt es noch den Vorort San Antonio mit 24.414 Einwohnern.

## Geographische Lage
Der Distrikt erstreckt sich über das Küstenhochland im Süden der Provinz Mariscal Nieto. Der Río Tambo fließt entlang der nordwestlichen Distriktgrenze nach Westen. Der Río Moquegua durchfließt den Distrikt in südwestlicher Richtung. Entlang dem Flusslauf wird bewässerte Landwirtschaft betrieben. Die Bevölkerung konzentriert sich auf das Ballungsgebiet von Moquegua. Ansonsten herrscht Wüstenvegetation.
Der Distrikt Moquegua grenzt im Südwesten an die Distrikte El Algarrobal und Pacocha (beide in der Provinz Ilo), im Westen an die Distrikte Punta de Bombón und Cocachacra (beide in der Provinz Islay), im Nordwesten an die Distrikte La Capilla und Puquina (beide in der Provinz General Sánchez Cerro), im Norden an die Distrikte Torata und Samegua sowie im Osten an die Distrikte Ilabaya und Locumba (beide in der Provinz Jorge Basadre).